# Lie To Me (canción de Bon Jovi)
«Lie To Me» (en español, "Miénteme"), es una canción de la banda de rock Bon Jovi, incluida en el álbum These Days. Esta balada, es el tercer sencillo del disco, incluida en el track # 5 del disco. En esta canción, vuelven a aparecer mencionados Tommy y Gina, los personajes de las canciones "Livin' on a Prayer" y "99 in the Shade". Este, fue uno otro de sus mayores éxitos en Latinoamérica, colocándose en el top 10, lo mismo sucedió en Inglaterra, donde fue su máximo número en los UK Singles Chart, siendo de este la 5.ª posición su número más alto en las listas británicas, dentro de un sencillo de este disco. Dicha canción, al igual que el resto del disco, tiende a ser en tono alternativo, típicos de la década de los 90, la edición en vivo suele ser más cruda, incluso el solo de guitarra tiende a ser en tono grunge, género que dominó la primera mitad de los 90's.

## Vídeo musical
El vídeo, fue grabado en Hollywood. En él, aparece el joven que antes fuera protagonista del vídeo de "Something For The Pain". Buscando un refugio en donde dormir, se topa con una chica que le pide dinero, pero él no tiene. Se van y se ven a cualquier hora de la noche hasta que los dos se enamoran de repente, terminando el vídeo con los dos chicos queriendo irse de Hollywood.

## Posicionamiento
| Listas (1995)                                                                | Posiciones más altas |
| ---------------------------------------------------------------------------- | -------------------- |
| Australia (ARIA)                                                             | 20                   |
| Austria (Ö3 Austria Top 40)                                                  | 20                   |
| Bélgica (Flandes) (Ultratop 50)                                              | 23                   |
| Bélgica (Valonia) (Ultratop 50)                                              | 16                   |
| Finlandia (OFC)                                                              | 9                    |
| Francia (SNEP)                                                               | 32                   |
| Alemania (Media Control AG)                                                  | 46                   |
| Países Bajos (Mega Single Top 100)                                           | 16                   |
| Suecia (Sverigetopplistan)                                                   | 44                   |
| Suiza (Schweizer Hitparade)                                                  | 20                   |
| Suiza (Schweizer Hitparade)                                                  | 10                   |
| Estados Unidos (Billboard Hot 100) Doble Lado-A con "Something For The Pain" | 76                   |
| Reino Unido (UK Singles Chart)                                               | 5                    |